# Barbora Závadová
Barbora Závadová (* 23. ledna 1993 Ostrava) je česká plavkyně, jejíž hlavní disciplínou je polohový závod. Na Mistrovství Evropy 2012 v Debrecínu získala v této disciplíně na 400 metrů bronzovou medaili. V roce 2012 držela čtyři z pěti českých polohovkových rekordů.

## Plavecká kariéra
V roce 2010 vybojovala na Olympijských hrách mládeže první českou medaili, když obsadila třetí místo v disciplíně 200 metrů polohový závod.
Ve svých 17 letech má za sebou několik evropských šampionátů dospělých. Šestá skončila v polohovém závodu na 400 metrů na ME 2010 v nizozemském Eindhovenu. Na mistrovství světa v krátkém bazénu v Dubaji dosáhla na finálovou účast ve své nejsilnější disciplíně 400PZ a obsadila 7. místo. Tento výsledek dokázala zopakovat i v roce 2011, když na mistrovství světa na dlouhém bazénu obsadila 7. místo. Výsledným časem 4:36,96 téměř o 5s překonala svůj vlastní český rekord a splnila limit A pro účast na Olympijských hrách 2012.
Na zimním evropském šampionátu 2011 dlouho bojovala o medaili na 400PZ, která ji nakonec unikla o 35 setin sekundy a v novém českém rekordu 04:28,21 obsadila 4. místo.

## Výsledky

### Individuální závody
| Výsledky | Výsledky | Výsledky | Výsledky | Kraul | Kraul | Motýlek | Motýlek | Znak  | Polohový závod | Polohový závod | Polohový závod | Věk    |
| Výsledky | Výsledky | Výsledky | Výsledky | 200 m | 400 m | 100 m   | 200 m   | 200 m | 100 m          | 200 m          | 400 m          | Věk    |
| -------- | -------- | -------- | -------- | ----- | ----- | ------- | ------- | ----- | -------------- | -------------- | -------------- | ------ |
| 2008     | 50 m     | ME       | bře      | —     | —     | —       | —       | —     |                | —              | —              | 15 let |
| 2008     | 25 m     | MS       | dub      | —     | —     | —       | —       | —     | —              | —              | —              | 15 let |
| 2008     | 50 m     | OH       | srp      | —     | —     | —       | —       | —     |                | —              | —              | 15 let |
| 2008     | 25 m     | ME       | pro      | —     | —     | —       | —       | —     | 32.            | 21.            | 13.            | 15 let |
| 2009     | 50 m     | MS       | čvc      | —     | —     | —       | 35.     | —     |                | 46.            | 17.            | 16 let |
| 2009     | 25 m     | ME       | pro      | —     | —     | —       | —       | —     | 25.            | 19.            | 10.F           | 16 let |
| 2010     | 50 m     | ME       | srp      | —     | —     | —       | —       | —     |                | —              | 8.F            | 17 let |
| 2010     | 25 m     | ME       | lis      | —     | —     | —       | —       | —     | 23.            | 6.F            | 6.F            | 17 let |
| 2010     | 25 m     | MS       | pro      | 33.   | 21.   | —       | —       | —     | —              | 13.            | 7.F            | 17 let |
| 2011     | 50 m     | MS       | čvc      | —     | —     | —       | —       | —     |                | 15.            | 7.F            | 18 let |
| 2011     | 25 m     | ME       | pro      | —     | 29.   | —       | —       | —     | —              | 7.F            | 4.F            | 18 let |
| 2012     | 50 m     | ME       | kvě      | —     | —     | —       | —       | —     |                | 13.            | 3.F            | 19 let |
| 2012     | 50 m     | OH       | srp      | —     | —     | —       | —       | —     |                | 32.            | 15.            | 19 let |
| 2012     | 25 m     | ME       | lis      | —     | —     | —       | —       | —     | 12.            | 7.F            | 5.F            | 19 let |
| 2012     | 25 m     | MS       | pro      | 32.   | —     | —       | —       | —     | 25.            | 24.            | 8.F            | 19 let |
| 2013     | 50 m     | MS       | čvc      | —     | —     | —       | —       | —     |                | 24.            | 12.            | 20 let |
| 2013     | 25 m     | ME       | pro      | —     | —     | 19.     | —       | —     | 13.            | 13.            | 9.F            | 20 let |
| 2014     | 50 m     | ME       | srp      | —     | 12.   | —       | 14.     | —     |                | 5.F            | 4.F            | 21 let |
| 2014     | 25 m     | MS       | pro      | 24.   | —     | —       | —       | —     | 22.            | 20.            | 7.F            | 21 let |
| 2015     | 50 m     | EH       | čvn      | —     | —     | —       | —       | —     |                | —              | —              | 22 let |
| 2015     | 50 m     | MS       | čvc      | —     | —     | —       | 25.     | —     |                | 12.            | 5.F            | 22 let |
| 2015     | 25 m     | ME       | pro      | —     | 21.   | —       | 13.     | —     | —              | 13.            | 4.F            | 22 let |
| 2016     | 50 m     | ME       | kvě      | —     | 26.   | —       | 15.     | —     |                | 9.             | 7.F            | 23 let |
| 2016     | 50 m     | OH       | srp      | —     | —     | —       | —       | —     |                | 21.            | 14.            | 23 let |
| 2016     | 25 m     | MS       | pro      | —     | —     | —       | 17.     | 22.   | 17.            | 13.            | 7.F            | 23 let |

pozn.: modře vyznačená pole znamenají vrcholnou sportovní akci v dané sezóně.

### Štafetové závody
| Výsledky | Výsledky | Výsledky | Výsledky | Volný způsob | Volný způsob | Volný způsob | Volný způsob | Volný způsob | Polohový závod | Polohový závod | Polohový závod | Polohový závod | Věk    |
| Výsledky | Výsledky | Výsledky | Výsledky | 4×50 m       | 4×50 m       | 4×100 m      | 4×100 m      | 4×200 m      | 4×50 m         | 4×50 m         | 4×100 m        | 4×100 m        | Věk    |
| Výsledky | Výsledky | Výsledky | Výsledky | ženy         | mix          | ženy         | mix          | ženy         | ženy           | mix            | ženy           | mix            | Věk    |
| -------- | -------- | -------- | -------- | ------------ | ------------ | ------------ | ------------ | ------------ | -------------- | -------------- | -------------- | -------------- | ------ |
| 2008     | 50 m     | ME       | bře      |              |              | —            |              | —            |                |                | —              |                | 15 let |
| 2008     | 25 m     | MS       | dub      |              |              | —            |              | —            |                |                | —              |                | 15 let |
| 2008     | 50 m     | OH       | srp      |              |              | —            |              | —            |                |                | —              |                | 15 let |
| 2008     | 25 m     | ME       | pro      | —            |              |              |              |              | —              |                |                |                | 15 let |
| 2009     | 50 m     | MS       | čvc      |              |              | —            |              | —            |                |                | —              |                | 16 let |
| 2009     | 25 m     | ME       | pro      | —            |              |              |              |              | —              |                |                |                | 16 let |
| 2010     | 50 m     | ME       | srp      |              |              | —            |              | —            |                |                | —              |                | 17 let |
| 2010     | 25 m     | ME       | lis      | 8.           |              |              |              |              | —              |                |                |                | 17 let |
| 2010     | 25 m     | MS       | pro      |              |              | —            |              | —            |                |                | —              |                | 17 let |
| 2011     | 50 m     | MS       | čvc      |              |              | —            |              | —            |                |                | —              |                | 18 let |
| 2011     | 25 m     | ME       | pro      | 10.          |              |              |              |              | —              |                |                |                | 18 let |
| 2012     | 50 m     | ME       | kvě      |              |              | —            |              | —            |                |                | —              |                | 19 let |
| 2012     | 50 m     | OH       | srp      |              |              | —            |              | —            |                |                | —              |                | 19 let |
| 2012     | 25 m     | ME       | lis      | —            | 8.           |              |              |              | 2.             | —              |                |                | 19 let |
| 2012     | 25 m     | MS       | pro      |              |              | —            |              | —            |                |                | —              |                | 19 let |
| 2013     | 50 m     | MS       | čvc      |              |              | —            |              | —            |                |                | —              |                | 20 let |
| 2013     | 25 m     | ME       | pro      | —            | 10.          |              |              |              | —              | —              |                |                | 20 let |
| 2014     | 50 m     | ME       | srp      |              |              | —            | —            | —            |                |                | 11.            | —              | 21 let |
| 2014     | 25 m     | MS       | pro      | —            | —            | —            |              | —            | —              | —              | —              |                | 21 let |
| 2015     | 50 m     | EH       | čvn      |              |              | —            | —            | —            |                |                | —              | —              | 22 let |
| 2015     | 50 m     | MS       | čvc      |              |              | —            | —            | —            |                |                | —              | —              | 22 let |
| 2015     | 25 m     | ME       | pro      | —            | —            |              |              |              | —              | —              |                |                | 22 let |
| 2016     | 50 m     | ME       | kvě      |              |              | —            | —            | —            |                |                | —              | —              | 23 let |
| 2016     | 50 m     | OH       | srp      |              |              | —            |              | —            |                |                | —              |                | 23 let |
| 2016     | 25 m     | MS       | pro      | —            | —            | —            |              | 9.           | —              | —              | —              |                | 23 let |